# Хант, Говард
Эверетт Говард Хант-младший (англ. Everette Howard Hunt, Jr.; 9 октября 1918 — 23 января 2007) — американский офицер разведки и писатель
. С 1949 по 1970 год Хант служил офицером Центрального разведывательного управления (ЦРУ), в частности, занимался вопросами участия США в смене режимов в Латинской Америке, включая государственный переворот в Гватемале в 1954 году и вторжение в залив Свиней в 1961 году. Вместе с Гордоном Лидди, Фрэнком Стерджисом и другими Хант был одним из «сантехников» администрации Никсона — группы оперативников, которым было поручено выявить правительственные источники «утечки» информации о национальной безопасности внешним сторонам. Хант и Лидди разрабатывали планы уотергейтских краж и других тайных операций для администрации Никсона. В ходе последовавшего за этим Уотергейтского скандала Хант был осужден за кражу со взломом, заговор и прослушивание телефонных разговоров и в итоге отбыл 33 месяца в тюрьме. После освобождения Хант до самой смерти жил сначала в Мексике, а затем во Флориде.

## Ранние годы

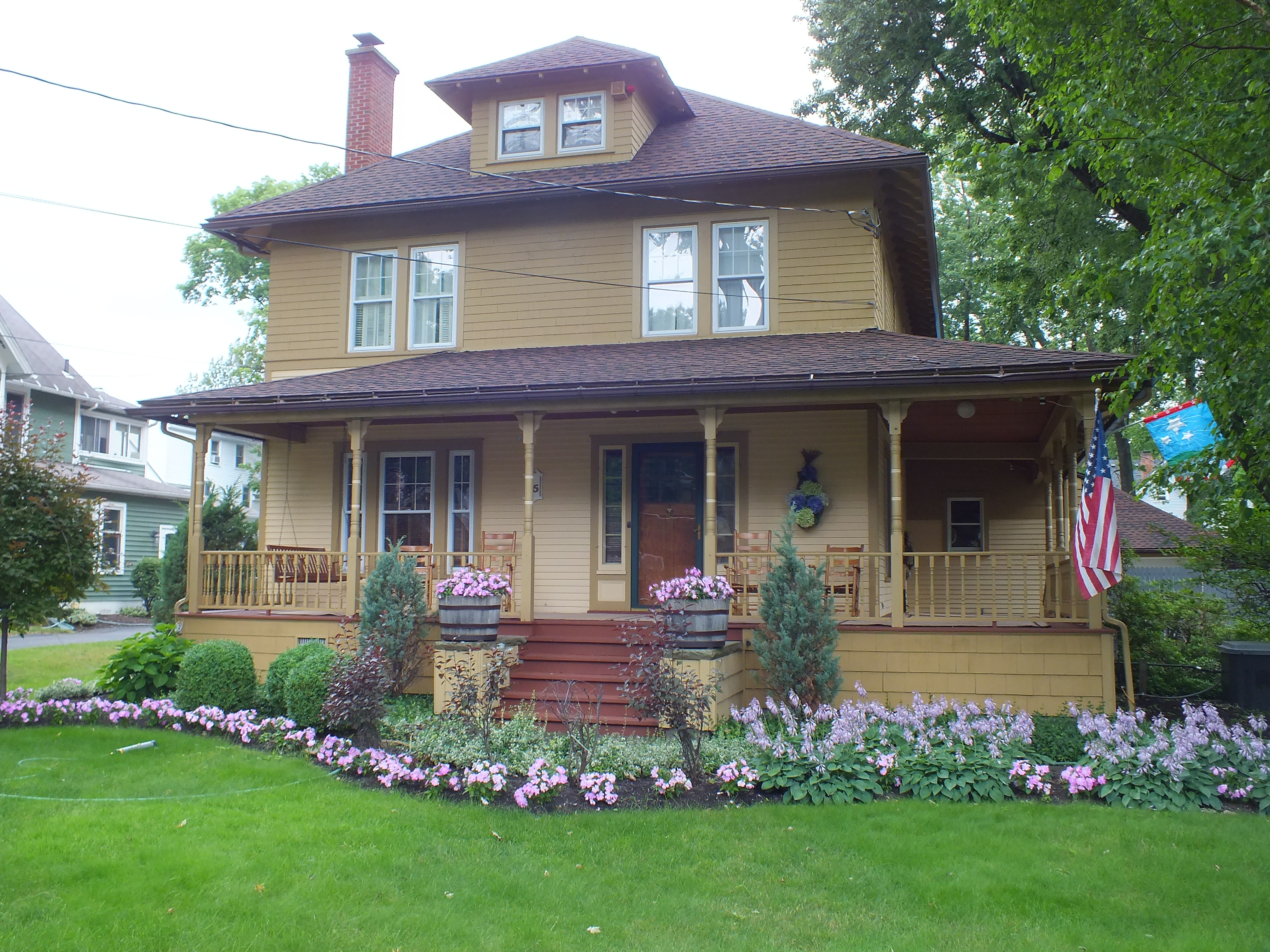
Место рождения Ханта

Хант родился в Хамберге, штат Нью-Йорк, США, сын Этель Джин (Тоттердейл) и Эверетта Говарда Ханта-старшего, адвоката и деятеля Республиканской партии. Он окончил среднюю школу в Хамберге в 1936 году и Брауновский университет в 1940 году. Во время Второй мировой войны Хант служил в ВМС США на эсминце USS Mayo, в Воздушном корпусе армии США и, наконец, в Управлении стратегических служб (OSS), предшественнике ЦРУ, в Китае.

## Карьера

### Автор
Хант был плодовитым автором, опубликовав за свою жизнь 73 книги. Во время и после войны он написал несколько романов под собственным именем. Он также писал шпионские романы под разными псевдонимами, в том числе Роберт Дитрих, Гордон Дэвис, Дэвид Сент-Джон и П. С. Донохью. В 1946 году Хант получил Стипендию Гуггенхайма за свою писательскую деятельность. Некоторые исследователи находили параллели между его произведениями и его Уотергейтским опытом и шпионажем. Он продолжил свою писательскую карьеру после выхода из тюрьмы, опубликовав около двадцати шпионских триллеров в период с 1980 по 2000 год.

### ЦРУ

#### Антикастровская работа
Вскоре после окончания Второй мировой войны OSS было расформировано. Последующее развитие холодной войны и отсутствие центральной разведывательной организации привело к созданию ЦРУ в 1947 году. Компания Warner Bros. приобрела права на роман Ханта «Бегство Бимини», когда в октябре 1949 года он поступил на работу в Управление специальных операций ЦРУ (OPC). Он был назначен офицером по тайным действиям, специализирующимся на политических акциях и влиянии, в подразделение, которое позже стало называться Центром специальных операций ЦРУ.
По словам Дэвида Талбота, «Говард Хант гордился своей принадлежностью к верхнему эшелону ЦРУ. Но на самом верху агентства его воспринимали иначе. Хант любил хвастаться, что у него есть родственные связи с самим Диким Биллом Донованом, который принял его в ОСС, изначальный круглый стол американской разведки. Но оказалось, что отец Ханта был лоббистом на севере штата Нью-Йорк, которому Донован был обязан услугой, а не коллегой-юристом с Уолл-стрит. Все знали, что Хант был писателем, но также знали, что он не Ян Флеминг. Для Джорджтаунского окружения в таких людях, как Хант, а также Уильям Харви и Дэвид Моралес, всегда было что-то низкопробное. ЦРУ было холодной иерархией. Таких людей никогда не пригласили бы на обед с Алленом Даллесом в клуб «Алиби» или на теннис с Диком Хелмсом в клуб „Чеви Чейз“. Эти люди были незаменимы — пока не становились расходным материалом».

#### Мексика, Гватемала, Япония, Уругвай и Куба
Хант стал начальником отдела OPC в Мехико в 1950 году, нанял и курировал Уильяма Бакли-младшего, который работал в Мексике в 1951—1952 годах. Бакли и Хант остались друзьями на всю жизнь, Бакли стал крестным отцом первых трех детей Ханта.
В Мексике Хант помог заложить основу для Operation PBFortune, позже переименованную в операцию PBSuccess, успешную тайную операцию по свержению Хакобо Арбенса, демократически избранного президента Гватемалы. Хант был назначен начальником отдела тайных операций в Японии. После этого он служил начальником отдела в Уругвае (где был отмечен дипломатом Сэмюэлем Хартом за противоречивые методы работы). Хант позже скажет: «Мы хотели провести кампанию террора, напугать Арбенса, особенно его войска, так же, как немецкие бомбардировщики „Певун“ напугали население Голландии, Бельгии и Польши».
Впоследствии Хант получил задание сформировать из кубинских лидеров в изгнании в США представительное правительство в изгнании, которое после вторжения в залив Свиней сформировало бы проамериканское марионеточное государство, намеревающееся захватить Кубу. Провал вторжения временно повредил его карьере.
Хант испытывал несомненную горечь по поводу того, что, по его мнению, президент Джон Кеннеди не проявил должной решимости в нападении и свержении правительства Кубы. В своей полувымышленной автобиографии «Подари нам этот день» он писал: «Администрация Кеннеди дала Кастро все необходимые поводы для того, чтобы покрепче ухватиться за остров Хосе Марти, а затем стыдливо отошла в тень и надеялась, что кубинский вопрос просто растворится в воздухе».

#### Исполнительный помощник генерального директора Аллена Даллеса
В 1959 году Хант помог директору ЦРУ Аллену Даллесу написать книгу «Мастерство разведки». В следующем году Хант создал «Бригаду 2506», финансируемую Агентством группу кубинских изгнанников, сформированную для попытки военного свержения кубинского правительства во главе с Фиделем Кастро. Она осуществила неудачную высадку на Кубу 17 апреля 1961 года в заливе Свиней. После этого фиаско Хант был переведен на должность исполнительного помощника Даллеса.

#### Другая работа
После того как в 1961 году президент Джон Кеннеди уволил Даллеса за неудачу в заливе Свиней, Хант с 1962 по 1964 год служил первым начальником отдела тайных действий подразделения домашних операций (DODS).
В 1974 году Хант рассказал газете «Нью-Йорк Таймс», что провел около четырех лет, работая в DODS, вскоре после того, как он был создан администрацией Кеннеди в 1962 году, несмотря на «упорное сопротивление» Ричарда Хелмса и Томаса Карамессинеса. Он сказал, что подразделение было создано вскоре после операции в заливе Свиней, и что «многие люди, связанные с этой неудачей, были переведены в новое домашнее подразделение». Он сказал, что некоторые из его проектов с 1962 по 1966 год, которые в основном касались субсидирования и манипулирования новостными и издательскими организациями в США, «казалось, нарушали намерения устава агентства».
В 1964 году главный инспектор Джон Маккоун поручил Ханту взять специальное задание в качестве офицера неофициального прикрытия в Мадриде, Испания, чтобы создать американский ответ на серию романов Яна Флеминга о Джеймсе Бонде из британской МИ-6. Находясь в Испании, Хант прикрывался недавно вышедшим на пенсию сотрудником дипломатической службы Госдепартамента США, который перевез свою семью в Испанию, чтобы написать первую часть серии из 9 романов Питера Уорда «На опасном посту» (1965).
После полутора лет работы в Испании Хант вернулся на службу в Министерство обороны. После недолгого пребывания в штабе специальных мероприятий Западноевропейского отдела, в июле 1968 года он стал начальником отдела тайных действий в этом регионе (оставаясь при этом в Вашингтоне). Ханта хвалили за его «проницательность, уравновешенность и воображение», и он получил вторую по величине оценку «сильный» (означающую «работа… характеризуется исключительным мастерством») в служебной характеристике от начальника оперативного отдела в апреле 1969 года. Однако эта оценка была снижена до третьей по значимости оценки «Достаточно» в поправке заместителя начальника отдела, который признал «большой опыт» Ханта, но высказал мнение, что «ряд личных и обременительных проблем» «притупил его резкость зрения». Хант позже утверждал, что он «был заклеймен позором после залива Свиней» и смирился с тем, что «не получит слишком высокого повышения». В последние годы службы Ханта в ЦРУ он начал заводить новые знакомства в «обществе и деловом мире». Работая вице-президентом Вашингтонского клуба Брауновского университета, он подружился и завязал тесные отношения с президентом организации, бывшим помощником члена Конгресса Чарльзом Колсоном, который вскоре начал работать в президентской кампании Ричарда Никсона. 30 апреля 1970 года Хант вышел на пенсию из ЦРУ в звании GS-15, ступень 8.
Уволившись из ЦРУ, Хант пренебрег правом выбора пособия по потере кормильца для своей жены. В апреле 1971 года агентство отказало ему в просьбе внести ретроактивные изменения. В письме от 5 мая 1972 года на имя главного юрисконсульта ЦРУ Лоуренса Хьюстона Хант предложил возможность возвращения на действительную службу на короткий период времени в обмен на активацию льгот после предполагаемого второго выхода на пенсию. В своем ответе от 16 мая Хьюстон сообщил Ханту, что это «будет нарушением духа Закона ЦРУ о выходе на пенсию».
Сразу после выхода на пенсию он перешел на работу в Robert Mullen Company, которая сотрудничала с ЦРУ; Г. Р. Холдеман, руководитель аппарата Белого дома при президенте Никсоне, написал в 1978 году, что компания Маллена на самом деле была подставной компанией ЦРУ, о чем Холдеман, видимо, не знал, пока работал в Белом доме. В рамках проекта ЦРУ QKENCHANT Хант получил разрешение на ведение дел фирмы во время отсутствия Маллена в Вашингтоне.

### Служба в Белом доме
В 1971 году Хант был нанят в качестве консультанта Чарльзом Колсоном, директором Никсона по связям с общественностью, и вошел в состав Отдела специальных расследований Белого дома, специализирующегося на политических диверсиях.
Первым заданием Ханта для Белого дома была тайная операция по проникновению в лос-анджелесский офис психиатра Дэниэла Эллсберга, Льюиса Дж. Филдинга. В июле 1971 года Филдинг отказал Федеральному бюро расследований в просьбе предоставить психиатрические данные на Эллсберга. Хант и Лидди проникли в здание в конце августа. Взлом, произошедший 3 сентября 1971 года, не был обнаружен, но никаких файлов Эллсберга найдено не было.
Также летом 1971 года Колсон уполномочил Ханта отправиться в Новую Англию для поиска потенциально скандальной информации о сенаторе Эдварде Кеннеди, в частности, касающейся инцидента в Чаппакуиддике и возможных внебрачных связей Кеннеди. Хант искал и использовал маскировку и другое оборудование ЦРУ для этого проекта. Эта миссия в итоге оказалась безуспешной, Хант не обнаружил практически никакой полезной информации.
В обязанности Ханта в Белом доме входила дезинформация, связанная с убийствами. В сентябре 1971 года Хант подделал и предложил репортеру журнала Life две сверхсекретные телеграммы Госдепартамента США, призванные доказать, что президент Кеннеди лично и конкретно приказал убить президента Южного Вьетнама Нго Динь Зьема и его брата Нго Динь Ню во время южновьетнамского переворота 1963 года. Хант заявил сенатскому комитету по Уотергейту в 1973 году, что он сфабриковал телеграммы, чтобы показать связь между президентом Кеннеди и убийством католика Дьема, с целью оттолкнуть избирателей-католиков от Демократической партии, после того как Колсон предложил ему «улучшить запись».
В 1972 году Хант и Лидди участвовали в заговоре с целью убийства журналиста Джека Андерсона по приказу Колсона. Никсон недолюбливал Андерсона за то, что во время президентских выборов 1960 года Андерсон опубликовал накануне выборов статью о тайном займе Говарда Хьюза брату Никсона, которая, по мнению Никсона, стала причиной его поражения на выборах. Хант и Лидди встретились с оперативником ЦРУ и обсудили методы убийства Андерсона, которые включали в себя покрытие руля машины Андерсона ЛСД, чтобы накачать его наркотиками и вызвать смертельную аварию, отравление его бутылки с аспирином и инсценировку смертельного ограбления. Заговор об убийстве так и не был реализован, поскольку Хант и Лидди были арестованы за участие в Уотергейтском скандале в конце того же года.

#### Уотергейтский скандал
По словам Сеймура Херша, писавшего в «Нью-Йоркере», записи Белого дома Никсона показывают, что после того, как 15 мая 1972 года был тяжело ранен кандидат в президенты Джордж Уоллес, Никсон и Колсон договорились послать Ханта в Милуоки в дом стрелявшего Артура Бремера, чтобы разместить там материалы президентской кампании Макговерна. Намерение состояло в том, чтобы связать Бремера с демократами. Херш пишет, что в записанной на пленку беседе «Никсон воодушевлен и возбужден тем, что кажется окончательно политически грязным трюком: ФБР и полиция Милуоки будут убеждены и расскажут всему миру, что покушение на Уоллеса имело корни в политике левых демократов». Однако Хант не поехал в эту поездку, потому что ФБР слишком быстро опечатало квартиру Бремера и взяло ее под охрану полиции.
Хант организовал прослушивание Демократического национального комитета в офисном здании Уотергейта. Ханту и его коллеге по оперативной работе Гордону Лидди, а также пяти взломщикам, арестованным в Уотергейте, через три месяца были предъявлены федеральные обвинения.
Хант оказывал давление на Белый дом и Комитет по переизбранию президента, требуя денежных выплат для покрытия судебных издержек, содержания семьи и расходов для себя и своих коллег-взломщиков. Ключевые фигуры, такие как Никсон, Холдеман, Чарльз Колсон, Герберт Калмбах, Джон Митчелл, Фред Ла-Рю и Джон Дин, в конечном итоге оказались втянутыми в схемы выплат, и большие суммы денег были переданы Ханту и его сообщникам, чтобы попытаться обеспечить их молчание на суде, признание вины и избежать вопросов обвинителей после этого. Настойчивые СМИ, включая The Washington Post и The New York Times, в конечном итоге использовали журналистские расследования, чтобы раскрыть схему выплат, и опубликовали множество статей, которые стали началом конца сокрытия. Прокуроры должны были принять меры после того, как СМИ сообщили об этом. Хант также оказал давление на Колсона, Дина и Джона Эрлихмана, чтобы они попросили Никсона о помиловании при вынесении приговора, а в конечном итоге — о президентском помиловании для себя и своих приближенных; это в конечном итоге помогло вовлечь в дело и поймать тех, кто был выше по рангу.
Хант был приговорен к тюремному заключению на срок от 30 месяцев до 8 лет, и провел 33 месяца в Федеральном исправительном комплексе Алленвуд и Федеральном тюремном лагере низкого уровня безопасности на базе ВВС Эглин, Флорида, по обвинению в заговоре, прибыв в последнее учреждение 25 апреля 1975 г. Находясь в Алленвуде, он перенес легкий инсульт.

## Связи с заговором с целью убийства Кеннеди
Хант поддержал вывод комиссии Уоррена о том, что Ли Харви Освальд действовал один в убийстве Джона Кеннеди.

### Ранние обвинения: Хант как один из «трех бродяг»

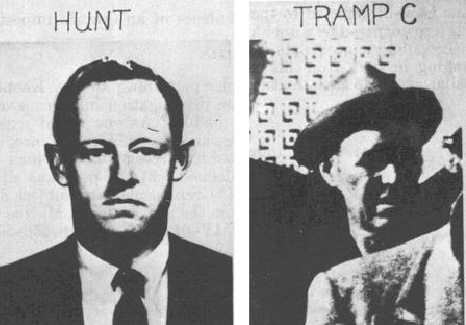
Говард Хант и один из трех бродяг, арестованных после убийства президента Кеннеди.

Газеты Dallas Morning News, Dallas Times Herald и Fort Worth Star-Telegram сфотографировали трех бродяг под полицейским конвоем возле Техасского школьного книгохранилища вскоре после убийства Кеннеди. Позднее эти люди стали известны как «трое бродяг». По словам Винсента Буглиози, утверждения о том, что эти люди участвовали в заговоре, исходили от Ричарда Спрэга, который собрал фотографии в 1966 и 1967 годах, а затем передал их Джиму Гаррисону во время расследования дела Клэя Шоу. Выступая перед общенациональной аудиторией в эпизоде «The Tonight Show» от 31 декабря 1968 года, Гаррисон поднял фотографию этих троих и предположил, что они причастны к убийству. Позже, в 1974 году, исследователи покушения Алан Уэберман и Майкл Кэнфилд сравнили фотографии мужчин с людьми, которых они считали подозреваемыми в участии в заговоре, и заявили, что двое из них были уотергейтскими грабителями Говардом Хантом и Фрэнком Стерджисом. Комик и борец за гражданские права Дик Грэгори помог привлечь внимание национальных СМИ к обвинениям против Ханта и Стерджеса в 1975 году после получения сравнительных фотографий от Вебермана и Кэнфилда. Сразу же после получения фотографий Грегори провел пресс-конференцию, которая получила широкое освещение, а его обвинения были опубликованы в Rolling Stone и Newsweek.
Комиссия Рокфеллера сообщила в 1975 году, что она расследовала утверждение о том, что Хант и Стерджис от имени ЦРУ участвовали в убийстве Кеннеди. В заключительном отчете этой комиссии говорится, что свидетели, показавшие, что «бродяги» имели сходство с Хантом или Стерджисом, «не обладали какой-либо квалификацией в идентификации по фотографии, превышающей ту, которой обладает обычный обыватель». В их отчете также говорится, что агент ФБР Линдал Шейнифельт, «национально признанный эксперт по фотоидентификации и фотоанализу» из фотолаборатории ФБР, на основании сравнения фотографий пришел к выводу, что ни один из мужчин не был Хантом или Стерджисом. В 1979 году Специальный комитет Палаты представителей США по убийствам сообщил, что судебные антропологи вновь проанализировали и сравнили фотографии «бродяг» с фотографиями Ханта и Стерджеса, а также с фотографиями Томаса Валли, Даниэля Карсвелла и Фреда Ли Крисмана. По мнению комитета, только Крисман был похож на одного из бродяг, но было установлено, что его не было на площади Дили в день убийства.
В 1992 году журналистка Мэри Ла Фонтейн обнаружила протоколы ареста от 22 ноября 1963 года, которые Департамент полиции Далласа опубликовал в 1989 году и в которых эти три человека были названы Гас Абрамс, Гарольд Дойл и Джон Гедни. Согласно протоколам ареста, эти три человека были «сняты с крытого вагона на железнодорожных путях сразу после убийства президента Кеннеди», задержаны как «следственные заключенные», описаны как безработные и проезжавшие через Даллас, а затем освобождены через четыре дня.

### Маниакальный шпиониГосударственный переворот в Америке
В 1973 году издательство Viking Press опубликовало книгу Тэда Шульца о карьере Ханта под названием «Маниакальный шпион». Шульц, бывший корреспондент The New York Times, утверждал, что неназванные источники в ЦРУ сообщили ему, что Хант, работая с Роландо Кубелой Секадесом, участвовал в координации убийства Кастро во время прерванного второго вторжения на Кубу. В одном из отрывков он также заявил, что Хант был исполняющим обязанности начальника отделения ЦРУ в Мехико в 1963 году, когда там находился Ли Харви Освальд.
В докладе Комиссии Рокфеллера от июня 1975 года говорится, что они расследовали утверждения о том, что ЦРУ, включая Ханта, могло иметь контакты с Освальдом или Джеком Руби. Согласно Комиссии, один «свидетель показал, что Говард Хант был исполняющим обязанности начальника станции ЦРУ в Мехико в 1963 году, подразумевая, что он мог иметь контакты с Освальдом, когда Освальд посетил Мехико в сентябре 1963 года». В их докладе говорится, что «нет достоверных доказательств» участия ЦРУ в убийстве, и отмечается: «Хант никогда не был начальником или исполняющим обязанности начальника отделения ЦРУ в Мехико».
Выпущенная осенью 1975 года после доклада Рокфеллеровской комиссии книга Вебермана и Кэнфилда «Государственный переворот в Америке» повторила утверждение Шульца. В июле 1976 года Хант подал иск о клевете против авторов на 2,5 миллиона долларов. По словам Эллиса Рубина, адвоката Ханта, подавшего иск в федеральный суд Майами, в книге утверждалось, что Хант принимал участие в убийстве Кеннеди и Мартина Лютера Кинга-младшего.
В рамках своего иска Хант в сентябре 1978 года подал иск в окружной суд США по Восточному округу штата Вирджиния с требованием привлечь Шульца к ответственности за неуважение к суду, если он откажется раскрыть свои источники. Тремя месяцами ранее Шульц заявил в показаниях, что он отказался назвать свои источники из-за «профессиональной конфиденциальности источников» и «журналистской привилегии». Рубин заявил, что знать источник утверждения о том, что Хант был в Мехико в 1963 году, было важно, потому что отрывок Шульца «все используют как авторитет…его цитируют во всем, что написано об Говарде Ханте». Он добавил, что слухам о причастности Ханта к убийству Кеннеди может быть положен конец, если будет раскрыт источник Шульца. Заявив, что Хант не предоставил достаточных оснований для отмены прав Шульца по Первой поправке на защиту конфиденциальности своих источников, окружной судья США Альберт Викерс Брайан-младший вынес решение в пользу Шульца.

### Иск о клевете: Liberty Lobby иThe Spotlight
3 ноября 1978 года Хант дал засекреченные показания для специального комитета Палаты представителей по убийствам. Он отрицал, что знал о каком-либо заговоре с целью убийства Кеннеди (совет по рассмотрению записей об убийствах (ARRB) опубликовал показания в феврале 1996 года). В двух газетных статьях, опубликованных за несколько месяцев до дачи показаний, говорилось, что служебная записка ЦРУ 1966 года, связывающая Ханта с убийством президента Кеннеди, была предоставлена HSCA. Первая статья Виктора Марчетти — автора книги «ЦРУ и культ разведки» (1974) — появилась в газете Liberty Lobby «The Spotlight» 14 августа 1978 года. По словам Марчетти, в записке, по сути, говорилось: «Когда-нибудь нам придется объяснить присутствие Ханта в Далласе 22 ноября 1963 г.». Он также писал, что Хант, Фрэнк Стерджис и Джерри Патрик Хемминг вскоре были замешаны в заговоре с целью убийства Джона Кеннеди.
Вторая статья, написанная Джозефом Дж. Тренто и Жаки Пауэрсом, появилась шесть дней спустя в воскресном выпуске газеты The News Journal, Уилмингтон, штат Делавэр. В ней утверждалось, что предполагаемый меморандум был парафирован Ричардом Хелмсом и Джеймсом Энглтоном и показывал, что вскоре после того, как Хелмс и Энглтон были назначены на высшие должности в ЦРУ, они обсуждали тот факт, что Хант был в Далласе в день убийства и что его присутствие там должно быть сохранено в тайне. Однако никто не смог предъявить этот предполагаемый меморандум, а Комиссия президента США по деятельности ЦРУ в Соединенных Штатах установила, что Хант в день убийства находился в Вашингтоне, округ Колумбия.
Хант подал в суд на Liberty Lobby — но не на Sunday News Journal — за клевету. В ходе первого судебного разбирательства Liberty Lobby согласилась, что вопрос о предполагаемом участии Ханта в убийстве не будет оспариваться. Хант одержал победу и получил компенсацию в размере 650 000 долларов. Однако в 1983 году дело было отменено в апелляции из-за ошибки в инструкциях для присяжных. Во втором судебном процессе, состоявшемся в 1985 году, Марк Лейн поставил вопрос о местонахождении Ханта в день убийства Кеннеди. Лейн успешно защищал Liberty Lobby, предоставив доказательства того, что Хант был в Далласе. Он использовал показания Дэвида Этли Филлипса Дэвида Этли Филлипса, Ричарда Хелмса, Гордона Лидди, Стэнсфилда Тернера и Мариты Лоренц, а также перекрестный допрос Ханта. На повторном суде присяжные вынесли вердикт в пользу Liberty Lobby. Лейн утверждал, что убедил присяжных в том, что Хант был заговорщиком убийства Кеннеди, но некоторые из присяжных, опрошенных СМИ, заявили, что они не приняли во внимание теорию заговора и рассматривали дело (согласно инструкциям судьи для присяжных) по вопросу о том, была ли стать я опубликована с «безрассудным пренебрежением к истине». Лейн изложил свою теорию о роли Ханта и ЦРУ в убийстве Кеннеди в книге 1991 года «Правдоподобное отрицание».

### Архив Митрохина
Бывший архивист КГБ Василий Митрохин в 1999 году заявил, что Хант стал частью сфабрикованной теории заговора, распространяемой советской программой «активных мероприятий», направленной на дискредитацию ЦРУ и США. По словам Митрохина, КГБ создал поддельное письмо Освальда к Ханту, подразумевающее, что эти двое были связаны как заговорщики, затем направил его копии «трем наиболее активным любителям заговоров» в 1975 году. Митрохин указал, что к фотокопиям было приложено поддельное сопроводительное письмо от анонимного источника, в котором утверждалось, что оригинал был передан директору ФБР Кларенсу М. Келли и, очевидно, был подавлен.

### Воспоминания Керри Торнли
Согласно Керри Торнли, бывшему сослуживцу Освальда, написавшему о нем биографическую книгу «Бездействующие бойцы» еще до убийства президента (рукопись была изъята в ходе расследования и долгое время хранилась как вещественное доказательство), Торнли в Новом Орлеане регулярно встречался с человеком известным ему как Гари Кирстейн, вместе с которым они обсуждали убийство Джона Кеннеди. Также, по словам Торнли, Кирстейн в те годы хотел организовать убийство Мартина Лютера Кинга младшего и «подставить для этой цели какого-нибудь уголовника». В «Признании Керри Торнли в соучастии в заговоре с целью убийства Кеннеди, рассказанного Сондре Лондон» он сообщил, что после Уотергейта, когда в средствах массовой информации появились фото Говарда Ханта, он обнаружил, что тот оказался очень похож на его знакомого Кирстейна, вместе с которым они обсуждали организацию убийства президента.

### «Признание на смертном одре» в причастности к убийству Кеннеди
После смерти Ханта Говард Сент-Джон Хант и Дэвид Хант заявили, что их отец записал несколько заявлений о том, что он лично и другие люди участвовали в заговоре с целью убийства президента Джона Кеннеди. Были сделаны записи и аудиозаписи. В номере Rolling Stone от 5 апреля 2007 года Сент-Джон Хант подробно описал ряд лиц, к которым якобы причастен его отец, включая Линдона Джонсона, Корда Мейера, Дэвида Этли Филлипса, Фрэнка Стерджеса, Дэвида Моралеса, Антонио Вечианы, Уильяма Харви и убийцу, которого он назвал «французским стрелком с травяного холма» и которого многие считают Люсьеном Сарти. Сыновья утверждали, что их отец вычеркнул эту информацию из своих мемуаров, чтобы избежать возможных обвинений в лжесвидетельстве. По словам вдовы и других детей Ханта, сыновья воспользовались потерей рассудка Ханта, натренировав и эксплуатируя его ради финансовой выгоды, а также сфальсифицировали рассказ о предполагаемом признании Ханта. Лос-Анджелес Таймс заявила, что изучила материалы, предложенные сыновьями в поддержку этой истории, и нашла их «неубедительными».

## Мемуары: Американский шпион: моя секретная история в ЦРУ, Уотергейт и не только
Мемуары Ханта, «Американский шпион: моя секретная история в ЦРУ, Уотергейт и не только», была написана Грегом Аунапу и опубликована John Wiley & Sons в марте 2007 г. Согласно информации, предоставленной правообладателем литературного наследия Ханта, он намеревался написать обновленную версию своей автобиографии 1974 г. «Под прикрытием» и дополнить это издание размышлениями после 11 сентября, но к тому времени, когда он приступил к проекту, он был слишком болен, чтобы продолжать его. Это побудило компанию John Wiley & Sons найти и нанять «писателя-призрака», который написал бы книгу полностью. По словам Сент-Джона Ханта, именно он предложил своему отцу идею мемуаров, чтобы раскрыть то, что он знал об убийстве Кеннеди, но литературный правообладатель Ханта опровергает это как недобросовестное заявление.
Предисловие к книге «Американский шпион» написал Уильям Бакли-младший. По словам Бакли, его попросили через посредника написать вступление, но он отказался после того, как обнаружил, что рукопись содержит материал, «который предполагает проступки самого высокого порядка, включая намек на то, что LBJ мог приложить руку к заговору с целью убийства президента Кеннеди». "Он заявил, что работа «явно была написана призраком», и в конце концов согласился написать введение, посвященное его ранней дружбе с Хантом, после того как получил исправленную рукопись, «из которой были вычеркнуты куски про психов на травяном холме».
Publishers Weekly назвал «Американского шпиона» «легким, неприкаянным мемуаром» и описал его как «ностальгические мемуары [которые] открывают мало нового в уже переполненной области». Тим Руттен из Los Angeles Times сказал, что это «горькие и жалеющие себя мемуары» и «предлагают довольно стандартный отчет о том, как мужчины его поколения стали работать в разведке». Ссылаясь на название книги, Тим Вайнер из The New York Times написал: «Американский шпион представлен как „секретная история“, что является двусмысленным искажением. В этой книге нет настоящих секретов. Как история, она является неполноценной». Вайнер сказал, что рассмотрение автором убийства Кеннеди было самой низкой точкой книги, указав, что Хант притворялся, что серьезно относится к различным теориям заговора, включая причастность бывшего президента Джонсона. В заключение своей рецензии он назвал эту книгу произведением «одной из длинной традиции вопиющей бессмыслицы» и «книгой, которую следует избегать». Джозеф Гулден из газеты «Вашингтон Таймс» назвал эту книгу «настоящим беспорядком» и отверг обвинения Ханта против Джонсона как «фантазию». Гулден подытожил свою рецензию: «Сейчас я жалею, что прочитал эту жалкую книгу. Избегайте ее».
Дэниел Шорр, писавший для The Christian Science Monitor, сказал: «Хант рассказывает о большинстве своих уотергейтских авантюр достаточно откровенно». В противовес этому мнению, Джеймс Розен из Politico назвал главы, касающиеся Уотергейта, «самыми проблематичными» и написал: «В книге много фактических ошибок — неправильно написанные имена, неправильные даты, фантомные участники встреч, фиктивные приказы — и авторы никогда не обращаются по существу, а лишь изредка делают паузу, чтобы унизить обширную научную литературу, возникшую за последние два десятилетия, чтобы объяснить главную загадку Уотергейта». Рецензия Розена не была полностью негативной, и он отметил, что книга «преуспела в том, чтобы вывести читателей за пределы карикатур и теорий заговора и сохранить ценную память о Ханте, каким он был на самом деле: страстным патриотом, убежденным „холодным воином“, любителем изысканной еды, вина и женщин, неизлечимым интриганом, язвительным остроумцем и превосходным рассказчиком». Деннис Литгоу из Deseret News сказал, что «стиль изложения неуклюж и часто неловок», но что «в целом книга представляет собой увлекательный взгляд в сознание одного из главных фигурантов Уотергейта». В National Review Марк Риблинг оценил «Американского шпиона» как «единственную известную мне автобиографию, которая убедительно передает, каково это было быть американским шпионом». Писатель The Boston Globe Мартин Нолан назвал книгу «восхитительной и важной» и сказал, что Хант «представляет более живую, бульварную версию 1970-х годов». По словам Нолана: «Это лучшее изображение момента за моментом взлома штаб-квартиры Демократического национального комитета 17 июня 1972 года, которое я когда-либо читал».

## Личная жизнь
Первая жена Ханта, Дороти, погибла в авиакатастрофе рейса 553 авиакомпании United Airlines в Чикаго 8 декабря 1972 года. Конгресс, Федеральное бюро расследований (ФБР) и Национальный совет по безопасности на транспорте (NTSB) провели расследование катастрофы и пришли к выводу, что это был несчастный случай, вызванный ошибкой экипажа. В сумочке Дороти Хант в обломках самолета было найдено более 10 000 долларов наличными.
Позже Хант женился второй раз на школьной учительнице Лоре Мартин, с которой он воспитал еще двоих детей, Остина и Холлиса. После освобождения из тюрьмы они с Лорой переехали в Гвадалахару, Мексика, где прожили пять лет. После этого они вернулись в США, где поселились в Майами, штат Флорида.

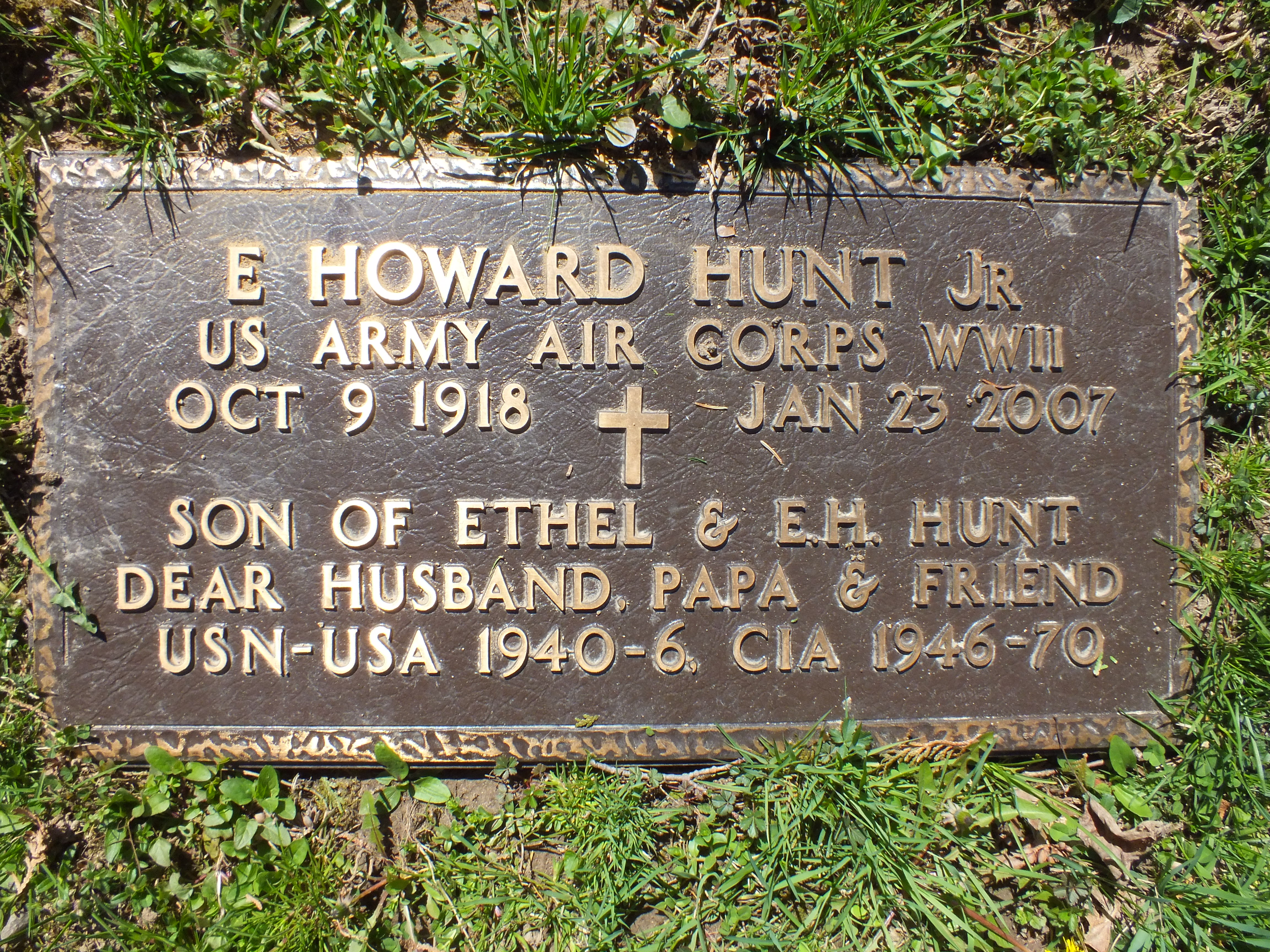
Могильная плита Говарда Ханта

23 января 2007 года он умер от пневмонии в Майами, штат Флорида. Он похоронен на кладбище Проспект Лоун в своем родном городе Хамберг, штат Нью-Йорк.

## В популярной культуре
Беллетризованный рассказ о роли Ханта в операции «Залив свиней» появился в романе Нормана Мейлера «Призрак блудницы» в 1991 году.
В биографическом фильме 1995 года «Никсон» Ханта сыграл актёр Эд Харрис.
В фильме 2019 года «Ирландец» Ханта сыграл актёр Дэниэл Дженкинс.
В телесериале 2023 года «Сантехники Белого дома» Ханта сыграл актёр Вуди Харрельсон.
Канадский журналист Дэвид Джаммарко взял интервью у Ханта для декабрьского номера журнала Cigar Aficionado за 2000 год. Позже Хант написал предисловие к книге Джаммарко «Только для ваших глаз: за кулисами фильмов о Джеймсе Бонде» (ECW Press, 2002).